# 商道
《商道》（韓語：상도），是韓國MBC2001年製作的長篇古裝連續劇，改編自韓國崔仁浩所著作的歷史小說。該劇與《大長今》、《醫道》為同一組製作團隊，同樣創下高收視率而知名。小說中文版由麥田出版發行，翻譯者為楊人從、陳麗婷。

## 台視主頻八點檔
2002年9月23日至2002年11月29日，台視主頻道首度在八點檔時段播映《商道》。當時《商道》在每次進廣告之前，會插播小單元〈繽紛商道〉，每次固定播映一位企業家的一句名言；有時會在〈繽紛商道〉之後插播另一個小單元〈我的商道〉，每次固定播映一位《商道》觀眾投稿的一句觀後心得。
2008年12月22日至2009年2月12日，台視主頻道再度在八點檔時段播映《商道》，但不再插播〈繽紛商道〉與〈我的商道〉。

## 概要
故事背景以19世紀朝鮮半島的商界而展開，描述了其中最具影響力的一位紅頂商人林尚沃的發跡傳奇。林尚沃從小就深受父親影響，立志成為譯官（使節團的專屬翻譯），卻由於遭受苦難而選擇成為了商人；在這之後他不但成為了朝鮮的首富，還破天荒的被國王任命為三品官。他的一生充滿了傳奇，數度在生死交關、商團破產間徘徊，卻仍舊矢志貫徹自己的信念。他至今仍然被韓國人民所緬懷，但是並不只是因為他成就了很大的財富，而是他懂得並且實踐一個做生意的人所必須遵守的道理－商道。

## 相關歷史考據
本劇是以同名的歷史小說《商道》為劇本藍圖，並且以朝鮮王朝第23代國王純祖掌政時期為背景，而以這個時期中的真實人物林尚沃為主角去平行杜撰的故事。
劇中對於當時朝鮮政治的渾沌紛亂，以及商界白熱化的商權爭戰，有相當巨細靡遺的刻畫；還巧妙地把這一時期的另一個大人物洪景來做為另一個核心人物，描繪為了百姓而起的民族英雄內心所期望的世界。
純祖時期，朝鮮商業界由四大商家掌握：「開城商人」(松商)、「漢陽商人」(京商)、「義州商人」(灣商)及「東莱商人」(莱商)。當時朝鮮平民身分之中，最下層的是商人；不過，林尚沃以其才能被拔擢為灣商第一把交椅，其從官奴搖身成為橫跨官商要角的傳奇故事為韓國民族重要的事蹟。本劇在韓國平均收視率48.9％，為當時第一。

## 主要角色一覽
| 人物              | 演員   | 角色概略 | 國語配音               | 國語配音              | 台語配音 | 粵語配音                    |
| 人物              | 演員   | 角色概略 | 台視                   | 中國                  | 台語配音 | 粵語配音                    |
| 林尚沃            | 李在龍 | 故事的主角，義州人，自小受到父親影響矢志成為譯官（使節團的專屬翻譯），他擁有天生的生意頭腦、豐富的文學素養以及洞察人心的能力，還說得一口好漢語；成為商人後的他，深受洪得柱的影響，最終貫徹了「商道」精神成為了朝鮮第一巨富，並且史無前例的受國王以商人身分封為三品官。 | 宋克軍 許淑嬪（童年）  | 官志宏 陶敏嫻（童年） | 蔡有信   | 陳廷軒（TVB）               |
| 朴多寧            | 金賢珠 | 故事的女主角，以朴周命的「女兒」身分登場。她是朴周命所領導的松商內部少數堅持「商道」精神的人，但是兼具美貌、才識、能力的她卻命運多舛，與林尚沃彼此有情卻不能如願。 | 楊凱凱                 | 陶敏嫻                | 江霞     | 鄭麗麗（TVB） 錢惠玲（Now） |
| 朴周命            | 李順載 | 松商（開城商人）大房，個性冷靜殘酷。他是朝鮮商界頗具影響能力的一位商人；為了生存，他對所有的人都抱持著敵意，抱持著「不殺人就只有被殺」心態的他，影響了林尚沃的一生 | 李香生                 | 于正昌                | 王品超   |                             |
| 鄭治壽            | 鄭普碩 | 義州人，是一位放棄了科舉之夢的讀書人。他抱持著「征服商界」的信念棄儒從商，運用了靈活的手腕成為了灣商書記，與林尚沃有著命運般的羈絆，後來成為松商行首。 | 魏伯勤                 | 趙明哲                | 王希華   | 雷霆（TVB）                 |
| 洪美今            | 洪銀姬 | 灣商都房洪得柱的女兒，身為富家千金的她有著過人的氣質，心中對鄭治壽有好感 | 許淑嬪                 | 王瑞芹                | 陳淑珠   |                             |
| 洪得柱            | 朴仁煥 | 灣商都房，雖然身為一個生意人，但卻懂得比金錢更值得商人去追逐的「商道」；抱持著商道精神做生意的他，對林尚沃的影響非常巨大。 | 陳旭昇                 | 陳幼文                | 林協忠   |                             |
| 尹采淵            | 金有美 | 本是官奴（因罪而從事苦役的人），受到林尚沃的幫助與其一起逃跑，心中對林尚沃有好感 | 鄭仁麗                 | 王瑞芹                | 林芳雪   | 梁少霞（TVB）               |
| 洪太柱            | 申國   | 灣商都房洪得柱的胞弟，擔任灣商大行首職位，掌管灣商大定江船隊及旅閣經營。 | 孫中台                 | 于正昌                | 陳旭昇   |                             |
| 韓氏              | 羅文姬 | 林尚沃的母親，個性堅忍豁達。 | 鄭仁麗                 | 馮美麗                | 陳淑珠   |                             |
| 徐氏              | 金慈玉 | 洪美今的母親，洪得柱的妻子，個性愛好浮華 | 魏晶琦                 | 陶敏嫻                | 林芳雪   | 黃鳳英（TVB）               |
| 金斗冠            | 鄭明煥 | 灣商大行首，個性認真負責，對洪得柱相當忠誠。 | 符爽                   | 于正昌                | 何吳雄   |                             |
| 許三甫            | 李熙道 | 灣商銅器店的店主，個性散漫但卻對洪得柱相當忠誠，常與裴順卓稱兄道弟。 | 宋克軍                 | 周寧                  | 王品超   |                             |
| 裴順卓            | 李桂仁 | 灣商絲綢店的店主，脾氣急躁但卻對洪得柱相當忠誠，常與許三甫稱兄道弟 | 魏伯勤                 | 官志宏                | 陳旭昇   |                             |
| 劉斗七            | 裴度煥 | 灣商絲綢店的書記，愛好吹牛，對絲綢非常了解 | 陳旭昇                 | 趙明哲                | 林協忠   |                             |
| 黃大虎            | 孟床訓 | 松商行首，個性溫和寬厚，常與朴多寧一起行動，是在松商內少數了解朴多寧的人 | 符爽                   | 周寧                  | 陳旭昇   |                             |
| 張石柱            | 鄭祜根 | 松商行首，個性陰險狡詐 | 陳旭昇                 | 陳幼文                | 何吳雄   |                             |
| 進煥              | 徐範植 | 朴多寧的貼身保鑣，對其十分忠心 | 魏伯勤                 | 趙明哲                | 何吳雄   |                             |
| 洪大守 （洪景來） | 朴讚煥 | 林尚沃擔任都房後的灣商本店雜工，實為帶領一群貧窮百姓的叛亂軍首領。 | 李香生                 | 陳幼文                | 王希華   | 葉振聲（TVB）               |
| 于郁蘭            | 崔蘭   | 平壤柳商的大行首，脾氣火爆，對於蠶食其商權的松商十分敵視 | 魏晶琦                 | 馮美麗                | 林芳雪   |                             |
| 金太出            | 羅聖均 | 納清銅器廠的店主，有點小聰明，但卻不怎麼機靈 | 孫中台                 | 于正昌                | 王品超   |                             |
| 吉天九            | 金容建 | 雜技團團主，與林尚沃一家相處融洽 | 李香生                 | 趙明哲                | 王希華   |                             |
| 李福太            | 金世俊 | 雜技團的一員，常常耍小聰明鬧笑話，相當尊敬林尚沃 | 魏伯勤 鄭仁麗（童年）  | 陳幼文 馮美麗（童年） | 林協忠   |                             |
| 秦草禮            | 李雅賢 | 雜技團的一員，為人刀子口豆腐心，與李福太彼此傾心 | 魏晶琦 楊凱凱（童年）> | 馮美麗 王瑞芹（童年） | 林凱羚   | 許盈（TVB）                 |
| 張美鈴            | 韓熙   | 林尚沃在燕京碰到的清國妓女，林尚沃用錢為其贖身，將其救出火坑 | 魏晶琦                 | 馮美麗                |          |                             |
| 王昭時            | -      | 燕京最大的藥材行老闆，十分賞識林尚沃的機敏 | 孫中台                 | 趙明哲                |          |                             |
| 尹政鎬            | 趙明男 | 吏曹判書，為官公正，十分賞識林尚沃的才學 | 魏伯勤                 | 周寧                  | 何吳雄   |                             |
| 朴宗慶            | 朴英知 | 國王的舅父，與戶曹判書金斗植互相瓜分了朝廷勢力，是一名見錢眼開的奸臣 | 孫中台                 | 陳幼文                | 何吳雄   |                             |
| 張銘國            | 李周炫 | 戶曹正郎，為人正直，似乎為了某個目的而找尋尹采淵 | 符爽                   | 周寧                  | 林協忠   |                             |

## 相關項目
小說
- 天下第一商：商道【原著】卷一 ISBN：9867691008
- 相思別曲：商道【原著】卷二 ISBN：9867691024
- 財上平如水：商道【原著】卷三 ISBN：9867691032

## 外部連結
- MBC《商道》官方網站（页面存档备份，存于）
- 台視《商道》官方網站（2002年版）（页面存档备份，存于）（繁體中文）
- 台視《商道》官方網站（2008年版） （页面存档备份，存于）（繁體中文）
- BS朝日《商道》官方網站（页面存档备份，存于）（日語）
- SHV《商道》官方網站（日語）

| MBC 月火劇                           | MBC 月火劇                       | MBC 月火劇 |
| ------------------------------------ | -------------------------------- | ---------- |
|                                      | 商道 （2001.10.15 - 2002.4.2）   |            |
| 善姬與真姬 （2001.8.20 - 2001.10.9） | 危機男子 （2002.4.8 - 2002.6.3） |            |

| 臺灣 臺灣電視公司 八點檔（星期一至四20:00）         | 臺灣 臺灣電視公司 八點檔（星期一至四20:00） | 臺灣 臺灣電視公司 八點檔（星期一至四20:00） |
| --------------------------------------------------- | ------------------------------------------- | ------------------------------------------- |
|                                                     | 商道 （2008年12月22日 - 2009年2月12日）     |                                             |
| 懷玉傳奇 千金媽祖 （2008年5月7日 - 2008年12月18日） | 玻璃鞋 （2009年2月16日 - 2009年3月26日）    |                                             |

| 香港 now101台 星期一至五 21:30 - 22:30 | 香港 now101台 星期一至五 21:30 - 22:30 | 香港 now101台 星期一至五 21:30 - 22:30 |
| -------------------------------------- | -------------------------------------- | -------------------------------------- |
|                                        | 商道 （2012.04.24 - 2012.07.18）       |                                        |
| 咖啡王子 （2012.03.22 - 2012.04.23）   | 李祘 （2012.07.19 - 2012.12.21）       |                                        |